# Eutrochium maculatum
Eutrochium maculatum — вид многолетних травянистых растений рода Eutrochium.
В русскоязычной литературе обычно описывается под устаревшим названием Посконник пятнистый.
Используется как декоративное садовое растение.

## Синонимы
В синонимику вида входят следующие названия:
- Eupatoriadelphus maculatus
(L.) R.M.King & H.Rob.
- Eupatoriadelphus maculatus var. maculatus
(L.) R.M.King & H.Rob.
- Eupatorium maculatum L.
- Eupatorium maculatum f. eresinatum
Lepage
- Eupatorium maculatum var. maculatum L.
- Eupatorium maculatum var. urticifolium
Barratt ex Alph.Wood
- Eupatorium purpureum var. maculatum
(L.) Voss
- Eupatorium purpureum var. maculatum
(L.) Darl.
- Eupatorium purpureum subsp. maculatum
(L.) A.Love & D.Love
- Eupatorium trifoliatum var. maculatum
(L.) Farw.[1]

## Естественные разновидности
По данным The Plant List
- Eutrochium maculatum var. bruneri (A.Gray) E.E.Lamont
- Eutrochium maculatum var. foliosum (Fernald) E.E.Lamont

## Распространение и экология
Болота, канавы и заболоченные луга в восточных областях Северной Америки.

## Биологическое описание
Высота растений 60—200 см.
Стебли твёрдые, полые, дистально железисто-опушённые. Обычно имеют пурпурно-пятнистую окраску, иногда равномерно фиолетовую.
Листья имеют черешок длиной 5—20 мм, голые или опушённые, копьевидно-эллиптические до ланцетных или яйцевидно-копьевидные, 8—23×2—7 см.
Цветки по 9—20 в соцветии, венчик пурпурный, 4,5—7,5 мм.
Кариотип: 2n = 20.

## Сорта
- 'Album'. Высота до 200 см, цветки серовато-белые.
- 'Atropurpureum'. Высота до 200 см, стебли тёмно-красные, цветки яркие, розово-фиолетовые.
- 'Bartered Bride'. Высота до 240 см, цветки чисто белые.
- 'Big Umbrellas'. Высота 160—180 см, стебли винно-красные, соцветия крупные, серовато-розоватые.
- 'Carin'. Высота 150—200 см, цветки бледно-лавандовые.
- 'Gateway'. Высота до 150 см, стебли винно-красные, соцветия куполообразные, лилово-розовые.
- 'Glutball'. Высота 170—180 см, соцветия ярко-красно-фиолетовые.
- 'Phantom'. Высота до 120 см. Стебли тёмные, соцветия крупные сизо-лиловые[4], согласно другому источнику багряные[5].
- 'Purple Bush'. Высота 120—150 см, цветки лилово-розовые. Похож на 'Gateway', отличается соцветиями более мелкого размера и бесплодными цветками[4]. Хорошо держит форму и не заваливается. На стеблях продольные чёрно-малиновые штрихи[5].
- 'Riesenschirm'. Высота 150—180 см, стебли почти чёрные, соцветия очень крупные, ярко-пурпурные[4].
- 'Orchard Dene'. Высота до 240 см, ширина до 150 см. Цветоносы тёмно-клюквенного цвета, стебли зелёные с продольными чёрно-малиновыми штрихами, цветки ярко-розовые[5].

## В культуре
См.: Eutrochium.